# V377 Большой Медведицы
V377 Большой Медведицы (лат. V377 Ursae Majoris) — двойная затменная переменная звезда типа W Большой Медведицы (EW) в созвездии Большой Медведицы на расстоянии (вычисленном из значения параллакса) приблизительно 3547 световых лет (около 1088 парсеков) от Солнца. Видимая звёздная величина звезды — от +12,79m до +12,4m. Орбитальный период — около 0,577 суток (13,847 часов).